# برابرسازان

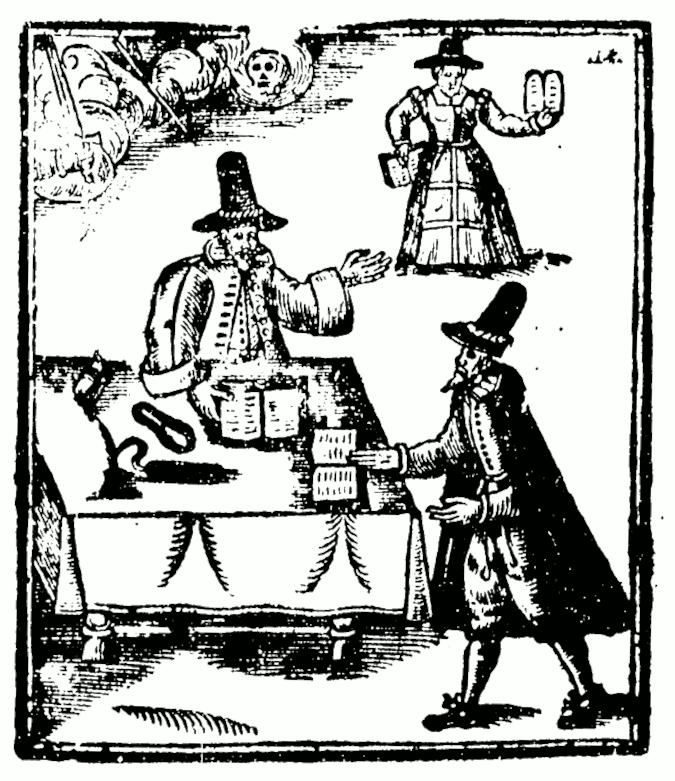
نقاشی‌ای از صفحهٔ عنوان «اعلامیه و قوانین برابرسازان انگلستان» منتشر شده در سال ۱۶۴۹

برابرسازان یا همترازخواهان (به انگلیسی: Levellers) جنبشی سیاسی در دوران جنگ‌های داخلی بریتانیا بودند که به حاکمیت مردم، گسترش حق رأی، برابری در برابر قانون و مدارای مذهبی باور داشتند، اما برخلاف «دیگِرها» (Diggers؛ جناح رادیکال‌تر لِوِلِرها که بعدها منشعب شدند) مدافع مالکیت اشتراکی نبودند. آن‌ها با انتشار مقالات، دادخواست‌ها و مانیفست‌هایی با عنوان «عهد مردم» توانستند حامیان پرشوری در بین مردم لندن و هنگ‌های ارتش پارلمان‌گرایان بیابند و نفوذشان در پایان جنگ داخلی نخست (1642-1646) به اوج رسید. لِوِلِرها حتی توانستند در تعدادی از میخانه‌ها و مسافرخانه‌های لندن محافلی تشکیل دهند که اعضایشان با شاخه‌های رزماری که به کلاه‌هایشان می‌آویختند و همین‌طور نوارهای سبز روشنی که به پیراهن‌هایشان می‌دوختند بازشناخته می‌شدند. صنعت چاپ و نشر به گسترش این جنبش کمک اساسی کرد؛ به طوری که در ژوئیۀ 1648 حتی توانستند روزنامۀ خودشان، میانه‌رو (The Moderate) را انتشار دهند. به دنبال «پاکسازی پراید» و اعدام چارلز اول، قدرت در دستان «گرَندی‌ها» (Grandees؛ افسران ارشدِ ارتش پارلمان‌گرایان که از طبقۀ نجیب‌زادگان زمیندار بودند) جای گرفت که لِوِلِرها و سایر مخالفان را به حاشیه راندند. در سال 1650 دیگر نفوذ لولرها به کلی رنگ باخته بود. 